# AP1M1
AP1M1‏ (Adaptor related protein complex 1 subunit mu 1) هوَ بروتين يُشَفر بواسطة جين AP1M1 في الإنسان.